# Projekcja (psychologia)
Projekcja (od łac. proicere – „wyrzucać przed siebie”) – mechanizm obronny polegający na przypisywaniu innym własnych niepożądanych uczuć, poglądów, zachowań lub cech najczęściej negatywnych. Przyczyną jest większa dostępność tych uczuć, poglądów, zachowań i cech u osoby, która je posiada, a tym samym łatwiejsze podciąganie pod daną kategorię.
Przykład: Matka krzyczy na dziecko. Sądzi, że dziecko jest wyjątkowo agresywne. W rzeczywistości sama jest agresywna.
Jak zwykle w przypadku mechanizmów obronnych;  mamy tu dwa aspekty: 
- uniknięcie frustracji (matka nie musi się czuć winna za niesłuszne skarcenie dziecka - zob. dysonans poznawczy),
- zniekształcenie rzeczywistości (dziecko cierpi i nie rozumie, czemu jest karcone).

Projekcja często uzasadnia agresywne zachowania poprzez podbudowywanie wiary w agresywne nastawienie całego świata i konieczność samoobrony. Staje się to wówczas według Freuda źródłem zaburzeń paranoicznych.

## Projekcja wedługHolmesa
- Projekcja podobieństwa – projekcja cechy własnej, nieuświadomionej. Jest to odpowiednik Freudowskiej projekcji klasycznej. Polega na tym, że osoby, które posiadają pewne negatywne cechy (i nie są ich świadome), przypisują te cechy innym w większym stopniu niż osoby świadome tych cech.
- Projekcja atrybutywna – projekcja cechy własnej, świadomej. Polega na tym, że innym ludziom   przypisuje się własne uświadomione cechy negatywne. Projekcja ta jest większa wtedy, gdy osoba, której przypisuje się cechy podobne do własnych, jest lubiana i ceniona.
- Projekcja panglosowsko-kasandryjska – przypisywanie innym cechy nieposiadanej przez siebie przy braku świadomości własnej cechy prowadzącej do projekcji. Projekcja kasandryjska polega na tym, że podmiot posiada nieświadome pozytywne uczucia, ale spostrzega świat jako negatywny. Projekcja ta jest odwróceniem projekcji panglosowskiej.
- Projekcja komplementarna – projekcja cechy nieposiadanej przez siebie przy świadomości własnej cechy prowadzącej do projekcji, na przykład: osoba przestraszona postrzega innych jako groźnych lub osoba uległa spostrzega innych jako dominujących[3][4].

## Psychoanaliza
Psychoanaliza rozróżnia dwa rodzaje projekcji: 
- psychotyczną,
- niepsychotyczną.

Ta pierwsza polega na spostrzeganiu nieakceptowanych wewnętrznych impulsów oraz ich pochodnych i zachowywanie się, jakby były zewnętrzne w stosunku do ja. 
Projekcja niepsychotyczna polega na przypisywaniu innym własnych, nieakceptowanych zachowań i impulsów. Pojęciem pokrewnym jest identyfikacja projekcyjna.

## Terapia Gestalt
W ujęciu terapii Gestalt projekcja to czynienie otoczenia odpowiedzialnym za to, co powstaje w ja, przypisywanie otoczeniu tego, co dzieje się w jednostce – impulsów, pragnień, ocen. Człowiek, u którego mechanizm ten jest silnie rozwinięty, ma tendencje do wypierania własnych impulsów i nieuznawania tych części siebie, z których impulsy te się rodzą. Zdominowanie osobowości przez ten mechanizm powoduje, że świat jest postrzegany jako pole, na którym zmagają się prywatne konflikty.